# Lundagård
Lundagård (dansk Lundegaard) var i middelalderen et befæstet slot, i dag en park i Lund i det vestlige Skåne. Fra det befæstede Lundegaard styrede den danske ærkebiskop i Lund, der blev betragtet som en ægte kirkefyrste, lig med de nordiske konger over et geografisk område, der strakte sig fra den nordtyske kyst helt op til Nordkalotten, som en åndelig fyrste over ikke kun byer og slotte, men også over herreder og over hele landsdelen Bornholm.
Inden for muren lå det kongelige møntværk og Lunds domkirke (sic).
I det 10. århundrede var Lundegaard en dansk kongsgård, og i det 12. århundrede kom domkirken dertil. Lundegaard mistede sin betydning under reformationen i Danmark og blev reduceret til en simpel kongebolig.
Nord for parken ligger Lunds universitetsplads, syd for parken ligger domkirken. 
Knud den Store ønskede at gøre byen til et centrum i Danmark ifølge Adam af Bremen: "Cuius metropolis civitas Lundona"  og lod blandt andet indrette et møntværk i byen; på mønterne blev byens navn stavet på samme måde, som møntmestrene i England på samme tid stavede London, og derfor skrev man LVND DENEMAC for at markere, at det var det danske London i Skåne, og ikke London i England, der var tale om.
I parken ligger Kungshuset, som stammer fra det 16. århundrede.